# Oued Isser
L'oued Isser, qui prend naissance dans la wilaya de Médéa, est la principale rivière (fleuve), avec l'Oued Sébaou, qui parcourt la Basse Kabylie de Djurdjura (ou l'actuelle wilaya de Boumerdès, Algérie) après avoir traversé la wilaya de Bouira, puis se jette dans la Méditerranée près de la ville de Djinet, ville côtière de Basse Kabylie, rattachée à la wilaya de Boumerdès.

## Étymologie
L'Oued Isser tire son nom du nom romain Serbetes, mais d'autres sources documentaires donnent le nom Serbetes à l'Oued Sébaou.
L'hydronymie de l'Oued Isser est très intéressante du point de vue des différentes appellations linguistiques qui le désignent (berbère, latin, arabe et français).

## Géographie

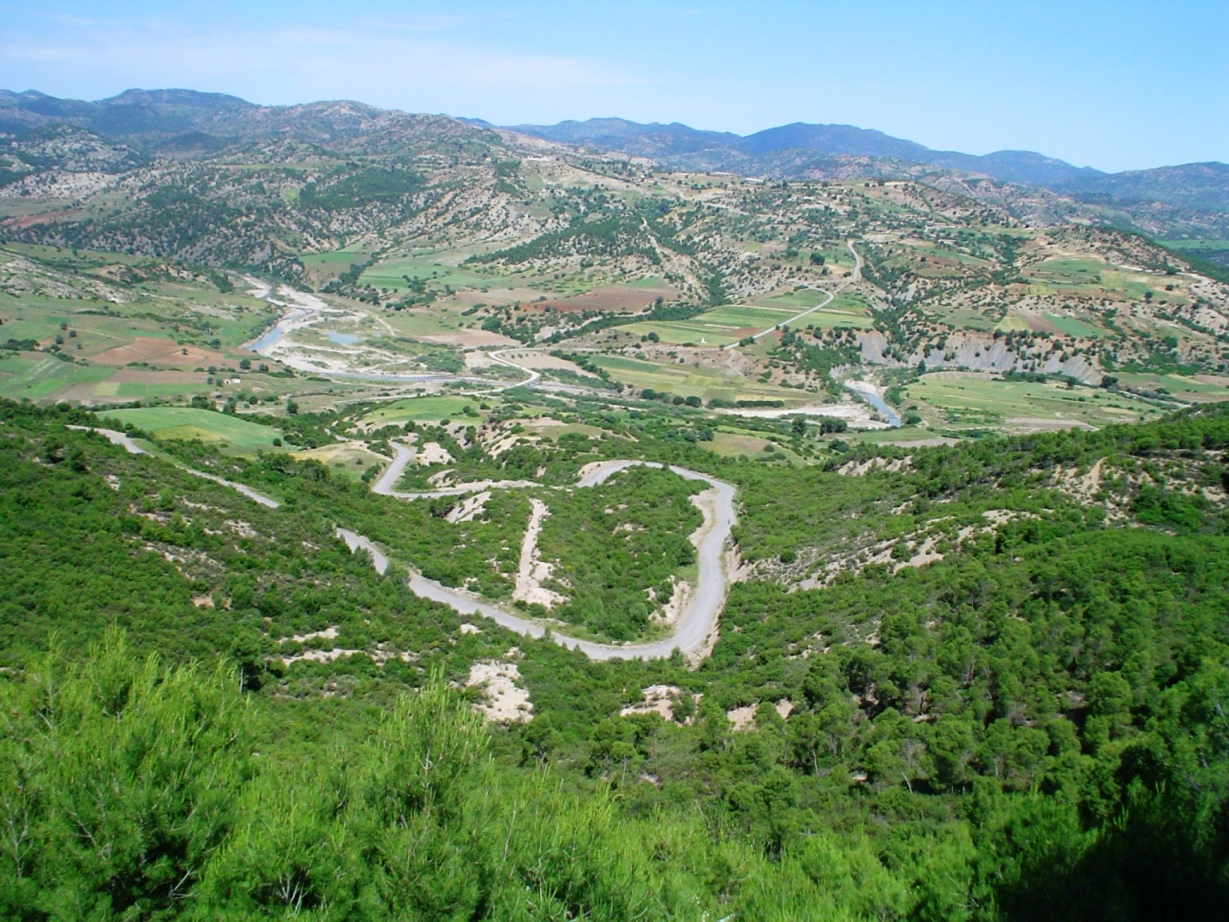
Oued Isser

L'Oued Isser est le réceptacle des eaux du versant sud des montagnes des Khechna et de l'Atlas blidéen. Toutes les rivières en amont, ainsi que tous les ruisseaux, s'y jettent inlassablement.

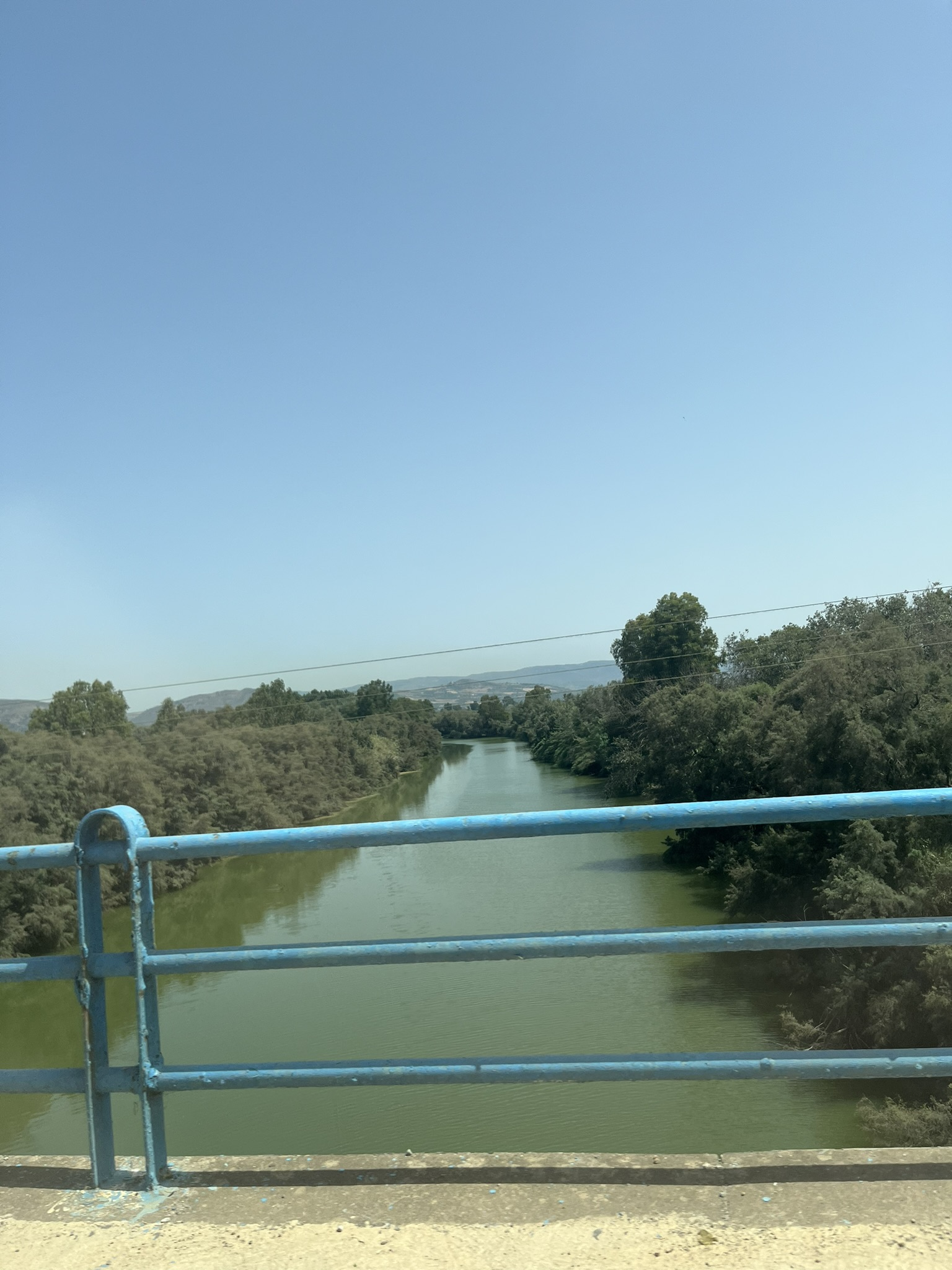
Oued Isser juste avant l'embouchure en regardant vers le sud, entre Djinet et Mandoura.

À Draâ Tabel dans les Béni Ostman, à 420 m d'altitude, il prend le nom de Oued Isser, qu'il conserve jusqu'à son embouchure dans la mer Méditerranée.
Ses sources partent d'un grand nombre de points, presque toutes sur les flancs de l'immense plateau des Béni Slimane, plateau situé entre Médéa et Sour El Ghozlane.
Les trois principales rivières qui concourent à la formation de Oued Isser sont:
- La première, du côté de Médéa : L'Oued Malah, formée aussi par trois autres petites rivières :
  - L'Oued Ladrech, dont la source est dans les Ouled Trif, du côté de Médéa ;
  - L'Oued El Hammam, qui prend sa source dans les Ouled Malel, occupe le centre ;
  - L'Oued Meleh, qui prend sa source à Si Mohamed Ghoglath ;
- La deuxième rivière porte le nom de Oued El Meleh ou Oued Yaggou; sa source principale est dans les Ouled Mouby, à Aïn Nar. Cette rivière se trouve placée entre la précédente et celle qui suit ;
- Et la troisième Oued Zegkrouat; source principale près de Sour El Ghozlane, à Bouid-Saël, dans les Ouled Ferah.

Toutes ces rivières reçoivent un certain nombre de cours d'eau, de ruisseaux, qui portent différents noms, tantôt celui d'un marabout, tantôt celui du territoire, souvent ils fournissent des quantités assez considérables d'eau, surtout pendant la saison d'automne et d'hiver.

## Bassin versant
Le bassin versant de l'Oued Isser fait partie des 17 bassins versants que compte l'Algérie.
1. Oued Chelif.
2. Côtiers Algérois.
3. Côtiers Constantinois.
4. Côtiers Oranais.
5. Chott El Hodna.
6. Chott Melghir.
7. Hauts Plateaux Constantinois.
8. Hauts Plateaux Oranais.
9. Oued Isser.
10. Oued Rhummel.
11. Oued Macta.
12. Oued Medjerda.
13. Sahara.
14. Oued Seybouse.
15. Oued Soummam.
16. Oued Tafna.
17. Oued Zahrez.

## Affluents
Plusieurs cours d'eau qui se jettent dans l'Oued Isser.
L'Oued Isser est nommé l'Isser Oriental, et il est formé par la réunion de deux rivières, l'Oued Moda et l'Oued Zaroua, dont les eaux descendent du Kef Lakhdar et du Djebel Dira, entre Médéa et Aumale :
- l'Oued Moda coule du sud au nord-est ;
- l'Oued Zaroua coule du sud au nord-ouest ;

Ces deux rivières arrosent l'une et l'autre le plateau des Béni Slimane, puis, sous le nom d'Oued Isser, se réunissent au sud-est de Tablat.
À partir de ce point, l'Oued Isser se dirige vers le nord-est et, après 50 kilomètres de parcours, tourne au nord-ouest jusqu'à Lakhdaria, remonte 
au nord, passe près par Ammal et de Béni Amrane et de Souk-el-Haâd, puis incline à l'ouest jusqu'au-dessous de Bordj Ménaïel d'où il va, presque en ligne droite, se jeter dans la mer à l'ouest du cap Djinet, après un parcours de plus de 200 kilomètres.

## Barrage de Béni Amrane
Un barrage réservoir a été construit en 1987 sur le cours de l'Oued Isser au niveau de la commune de Béni Amrane.
Ce barrage de Béni Amrane a une capacité de stockage de 11.85 millions de m³.
Le barrage de Béni Amrane sert de citerne de prélèvement pour le barrage de Keddara dont la capacité de stockage est de 142.39 millions de m³.

## Faune

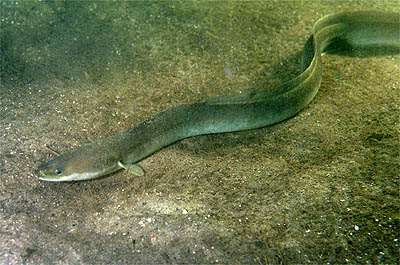
Anguille d'eau douce.

L'ichtyofaune de l'Oued Isser est si diverse que les études ichtyologiques qui s'y rapportent sont nombreuses.
- Anguille : l'Oued Isser abrite l'espèce d'anguille d'eau douce. C'est l'anguille européenne que l'on retrouve dans l'estuaire et le milieu côtier de l'Oued Isser.
- Barbeau commun
- Carpes
  - Carpe argentée
  - Carpe miroir
  - Carpe commune
- Gardon : l'Oued Isser marque la présence du Gardon (Rutilus rutilus).

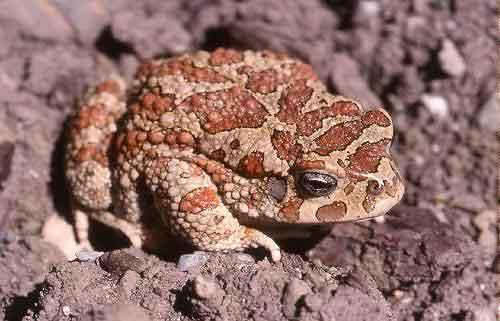
Crapaud de Maurétanie.

L'Oued Isser abrite plusieurs espèces d'amphibiens.
- Crapauds
  - Crapaud commun
  - Crapaud de Maurétanie
  - Discoglosse peint
- Grenouilles
  - Grenouille verte
  - Grenouille rieuse

### Oiseaux

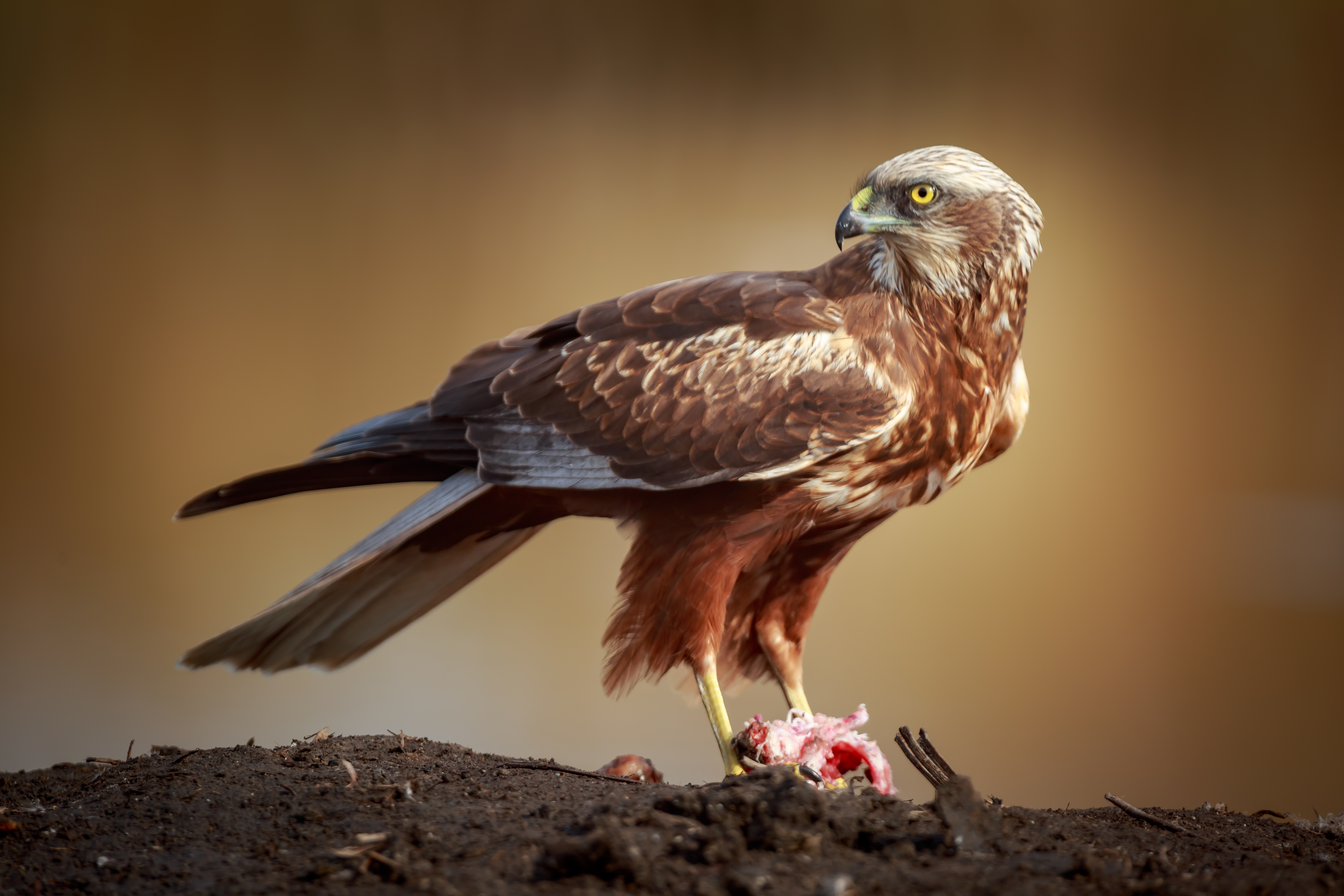
Busard des roseaux (Circus aeruginosus).

Plus de soixante espèces forestières ont été dénombrées en 1982, plus une trentaine d’espèces observées depuis cette date, dont des échassiers, rapaces, oiseaux d'eau et espèces des côtes et des mers.
Plusieurs oiseaux migrateurs sont des nicheurs réguliers autour de l'Oued Isser :
- Busard des roseaux ;
- Élanion blanc ;
- Faucon pèlerin ;
- Guêpier d'Europe.